# لاري درو
لاري درو (بالإنجليزية: Larry Drew)‏ مواليد 2 أبريل 1958 في كانساس سيتي,كنساس، هو مدرب كرة سلة أمريكي ولاعب سابق. بدأ مسيرته الاحترافية في سنة 1980. تم اختياره من قبل فريق ديترويت بيستونز خلال الدرافت. يدرب فريق كليفلاند كافالييرز في الرابطة الوطنية لكرة السلة. يبلغ طوله 6 قدم 1 بوصة (1.9 م). اعتزل اللعب في 1991. فاز بلقب دوري إن بي إيه. أحرز خلال مسيرته في الإن بي إيه 8110 نقطة بمعدل 11.4 نقطة في المباراة الواحدة.

## المسيرة الاحترافية
لعب مع ديترويت بيستونز في موسم 1980–1981، ثم لعب مع سكرامنتو كينغز من سنة 1981 إلى 1986، ثم لعب مع لوس أنجلوس كليبرز من سنة 1986 إلى 1988، ثم لعب مع فيكتوريا يبرتاس بيزارو في الدوري الإيطالي في موسم 1988–1989، ثم لعب مع لوس أنجلوس ليكرز من سنة 1989 إلى 1991.

## إحصائيات المسيرة
| الفريق       | السنة   | G   | W   | L   | W–L% | النهاية | PG | PW | PL | PW–L% | النتيجة                  |
| ------------ | ------- | --- | --- | --- | ---- | ------- | -- | -- | -- | ----- | ------------------------ |
| أتلانتا هوكس | 2010–11 | 82  | 44  | 38  | .537 | 3       | 12 | 6  | 6  | .500  | خسر في نصف نهائي القسم   |
| أتلانتا هوكس | 2011–12 | 66  | 40  | 26  | .606 | 2       | 6  | 2  | 4  | .333  | خسر في الجولة الأولى     |
| أتلانتا هوكس | 2012–13 | 82  | 44  | 38  | .537 | 2       | 6  | 2  | 4  | .333  | خسر في الجولة الأولى     |
| ميلووكي باكز | 2013–14 | 82  | 15  | 67  | .183 | 5       | —  | —  | —  | —     | غاب عن الأدوار الإقصائية |
| المسيرة      |         | 312 | 143 | 169 | .458 |         | 24 | 10 | 14 | .417  |                          |

## روابط خارجية
- لاري درو على موقع ميوزك برينز (الإنجليزية)
- لاري درو على موقع إن بي أي (الإنجليزية)
- لاري درو على موقع سبورتس رفرنس (الإنجليزية)
- لاري درو على موقع كلية كرة السلة في سبورتس رفرنس.كوم (الإنجليزية)
- لاري درو على موقع ريلجم (الإنجليزية)
- لاري درو على موقع بروبوليرز (الإنجليزية)
- لاري درو على موقع سبورتس رفرنس (الإنجليزية)